# Elecciones federales en Sonora de 2015
Las Elecciones federales en Sonora de 2015 se llevaron a cabo el domingo 7 de junio de 2015, y en ellas se renovaron los titulares de los siguientes cargos de elección popular del estado mexicano de Sonora:
Diputados Federales de Sonora: 7 Electos por mayoría relativa elegidos en cada uno de los Distritos electorales, mientras otros son elegidos mediante representación proporcional.

## Diputados federales
Conozca a los candidatos electos para diputados federales de los siete distritos electorales federales de Sonora.

### Distrito I San Luis Río Colorado
|  | 42.35 % |

|  | 37.56 % |

|  | 3.06 % |

|  | 1.16 % |

|  | 2.30 % |

|  | 2.06 % |

|  | 5.39 % |

|  | 00.70 % |

|  | 2.54 % |

|  | 0.06 % |

|  | 2.82 % |

|  | 100.00 % |

### Distrito II Nogales
|  | 41.56 % |

|  | 35.48 % |

|  | 2.33 % |

|  | 1.99 % |

|  | 6.54 % |

|  | 3.77 % |

|  | 2.79 % |

|  | 00.50 % |

|  | 1.21 % |

|  | 0.06 % |

|  | 3.77 % |

|  | 100.00 % |

### Distrito III Hermosillo Norte
|  | 40.36 % |

|  | 38.51 % |

|  | 2.21 % |

|  | 1.15 % |

|  | 3.33 % |

|  | 2.80 % |

|  | 4.58 % |

|  | 01.21 % |

|  | 2.02 % |

|  | 0.07 % |

|  | 3.76 % |

|  | 100.00 % |

### Distrito IV Guaymas
|  | 35.68 % |

|  | 41.31 % |

|  | 5.71 % |

|  | 2.02 % |

|  | 2.02 % |

|  | 4.63 % |

|  | 3.47 % |

|  | 00.45 % |

|  | 1.16 % |

|  | 0.02 % |

|  | 3.53 % |

|  | 100.00 % |

### Distrito V Hermosillo Sur
|  | 38.73 % |

|  | 42.99 % |

|  | 2.06 % |

|  | 1.25 % |

|  | 2.70 % |

|  | 2.19 % |

|  | 3.62 % |

|  | 01.03 % |

|  | 1.76 % |

|  | 0.06 % |

|  | 3.61 % |

|  | 100.00 % |

### Distrito VI Cajeme
|  | 25.69 % |

|  | 49.34 % |

|  | 1.90 % |

|  | 0.90 % |

|  | 8.05 % |

|  | 4.03 % |

|  | 4.32 % |

|  | 01.24 % |

|  | 1.55 % |

|  | 0.05 % |

|  | 2.93 % |

|  | 100.00 % |

### Distrito VII Navojoa
|  | 38.74 % |

|  | 45.36 % |

|  | 5.49 % |

|  | 0.74 % |

|  | 0.87 % |

|  | 2.93 % |

|  | 2.11 % |

|  | 00.24 % |

|  | 00.60 % |

|  | 0.02 % |

|  | 2.90 % |

|  | 100.00 % |